# Saint-Priest-Palus
 Saint-Priest-Palus  es una localidad y comuna de Francia, en la región de Lemosín, departamento de Creuse, en el distrito de Guéret y cantón de Bourganeuf.
Su población en el censo de 1999 era de 40 habitantes.
Está integrada en la Communauté de communes de Bourganeuf-Royère-de-Vassivière.

## Demografía
| 88 | 94 | 72 | 71 | 58 | 40 |
| Para los censos de 1962 a 1999 la población legal corresponde a la población sin duplicidades (Fuente: INSEE [Consultar]) |    |    |    |    |    |